# Nabatäische Sprache

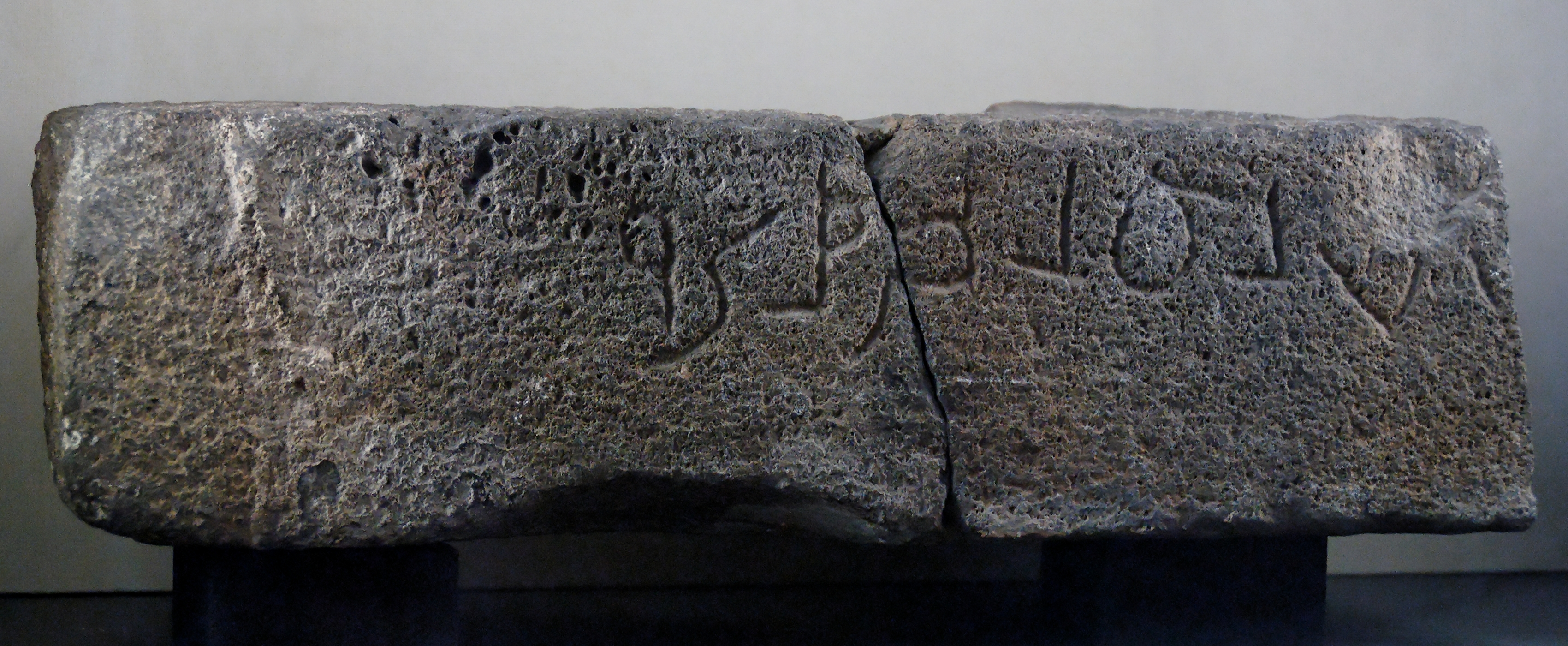
Nabatäische Weiheinschrift (1. Jahrhundert n. Chr.)

Die nabatäische Sprache ist eine semitische Sprache und diente als Schriftsprache des nabatäischen Reiches.

## Herkunft
Mit dem Ende des Perserreiches verlor auch die aramäische Sprache als Verkehrssprache des vorderen Orients zunehmend an Gewicht. Neben sie trat nun das Griechische. Die ehemals einheitliche Schreib- und Schriftkultur zerfiel in lokale Schulen und bis dahin nur gesprochene Dialekte gewannen als Schriftsprachen an Bedeutung. Als eine dieser lokalen Entwicklungen kann das Nabatäische gelten. Da die Bevölkerung des Nabatäerreiches überwiegend einen nordarabischen Dialekt gesprochen haben dürfte, ist das Nabatäische wohl vornehmlich als Schriftsprache anzusehen.

## Sprachliche Einordnung
Als Ausläufer der Reichsaramäischen steht das Nabatäische den westaramäischen Dialekten näher. Allerdings zeigt sich deutlich der arabische Einfluss, so z. B. in der häufigen Vertauschung von "l" und "n", in arabischen Eigennamen und zahlreichen arabischen Lehnwörtern. Etwa im 4. Jahrhundert wird der arabische Einfluss schließlich so stark, dass das Nabatäische geradezu in das Arabische übergeht.

## Zeugnisse
Nabatäische Schriftzeugnisse finden sich v. a. in den Nabatäerstädten Petra, Bosra und Hegra (v. a. Grab- und Weihinschriften), sowie zahlreichen kleineren Inschriften aus dem südlichen Sinai. Weiterhin gibt es nabatäische Texte aus den Höhlen am Toten Meer.

## Schrift
Die nabatäische Schrift ist durch einen sehr charakteristischen kursiven Duktus geprägt. Sie wurde zum Vorläufer der arabischen Schrift.